# Dietzeïta
La dietzeïta és un mineral de la classe dels òxids. Rep el seu nom en honor d'August Dietze, químic xilè, qui va ser el primer en descriure aquest mineral.

## Característiques
La dietzeïta és un cromat-iodat de calci monohidratat de fórmula química Ca₂(IO₃)₂(CrO₄)(H₂O). Cristal·litza en el sistema monoclínic en forma de cristalls tabulars {100}, allargats al llarg de [001], de fins a 1 mm; típicament en agregats columnars o costres fibroses. La seva duresa a l'escala de Mohs és 3,5.
Segons la classificació de Nickel-Strunz, la dietzeïta pertany a «04.KD: Iodats amb anions addicionals, amb H₂O» juntament amb la george-ericksenita.

## Formació i jaciments
La dietzeïta va ser descoberta a la  Lautaro, situada a la Regió d'Antofagasta, a Xile. També s'ha trobat a Taltal i la mina Maria Elena, situades a la mateixa regió. L'altre indret on ha estat trobada és Zapiga, a El Tamarugal (Regió de Tarapacá); sent així un mineral que només ha estat trobat a Xile. Apareix en dipòsits de nitrats d'aquestes regions àrides, on s'ha trobat associada amb altres minerals com: lopezita, tarapacaïta i ulexita.